# Município Chiange
Município Chiange är en kommun i Angola.   Den ligger i provinsen Huíla, i den sydvästra delen av landet, 800 km söder om huvudstaden Luanda. Antalet invånare är 151 375.
Omgivningarna runt Município Chiange är huvudsakligen savann. Runt Município Chiange är det glesbefolkat, med 16 invånare per kvadratkilometer.